# Meles (Athener)
Meles (altgriechisch Μέλης Mélēs) ist in der griechischen Mythologie ein junger Athener.
Timagoras verliebte sich in den Jüngling, wurde aber als rechtloser Metöke zurückgewiesen. Meles forderte ihn sogar hochmütig auf, sich vom höchsten Felsen der Akropolis zu stürzen. Der Verliebte gehorchte. Meles wurde darüber so von Reue ergriffen, dass er Timagoras in den Tod folgte. Die Metöken der Stadt sahen in dieser Geschichte den Grund für ihre Verehrung des Altares für Anteros, den Gott, der verschmähte Liebe rächte.
In einer anderen Version der Legende ist von einem Melitos die Rede, der um den Athener Timagoras warb. In dessen Auftrag erfüllt er schwierige Aufgaben, schenkte ihm Vögel, Hunde, Sklaven und anderes mehr, konnte seine Zuneigung aber nicht erringen. Aus Verzweiflung über die unerwiderte Liebe stürzte sich Melitos letztlich von der Akropolis. In spiegelbildlicher Umkehrung war es nun Timagoras, der mit den Vögeln unter den Armen hinterhersprang.